# Microfalculidae
Microfalculidae es una familia en Collembola que posee una única especie descripta.

## Taxonomía
- Género Microfalcula - Massoud & Betsch, 1966
  - Microfalcula delamarei - Massoud & Betsch, 1966